# Гроуз (Орегон)
Гроуз (англ. Grouse) — невключённая территория, расположенная в округе Уаллауа штата Орегон, США. Расположена в 1,5 км к югу от границы Орегона со штатом Вашингтон. Его высота составляет 919 м над уровнем моря.

## Название и история
Название поселения связано большим количеством тетеревиных (англ. grouse), обитавших в этом районе. Почтовое отделение в Гроузе открылось 28 января 1896 года. Первым почтмейстером был Сэмюэль М. Силвер.